# Софроницький Володимир Володимирович
Володи́мир Володи́мирович Софрони́цький  (рос. Софроницкий Владимир Владимирович; 25 квітня (8 травня) 1901, Санкт-Петербург — 29 серпня 1961, Москва) — піаніст, професор Ленінградської (з 1936) і Московської (з 1942) консерваторій, заслужений діяч мистецтв РРФСР (1942), лауреат Державної премія СРСР (1943).
Володимир Софроницкий народився в родині вченого-фізика. Його мати походила з козацького роду, була внучатою племінницею відомого українського живописця та іконописця Володимира Боровиковського.
З 1910 року учився в Олександра Михаловського у Варшаві, в 1914—1921 — у Л. В. Ніколаєва в Петроградську Консерваторії. Виступав із сольними концертами з 1919. З перших кроків вразив слухачів винятковим самобутнім дарунком, інтуїтивною мудрістю, красою звуку. Прославився інтерпретацією творів композиторів-романтиків, а також О. М. Скрябіна, на дочці якого був одружений. Ім'я Софроницкого присвоєне одній із музичних шкіл Москви
Софроницкий відомий також як автор паліндромонів. У числі його творів: «Не пошл Шопен», «А Лист — сила!», «Хил, худ он, но дух лих», «Давид, иди в ад!», «Он в аду давно», «Репу поп упер», «Лёша на полке клопа нашёл», «Он пел о Киле великолепно», «Аргентина манит негра», «Велика Анна аки лев», «Но невидим архангел, мороз узором лег на храм, и дивен он», «Велик Оборин, он и робок и Лев», «Сенсация, поп яйца снес» та інші.